# Selenicereus anthonyanus
Selenicereus anthonyanus là một loài thực vật có hoa trong họ Cactaceae. Loài này được (Alexander) D.R. Hunt miêu tả khoa học đầu tiên năm 1989.

## Hình ảnh

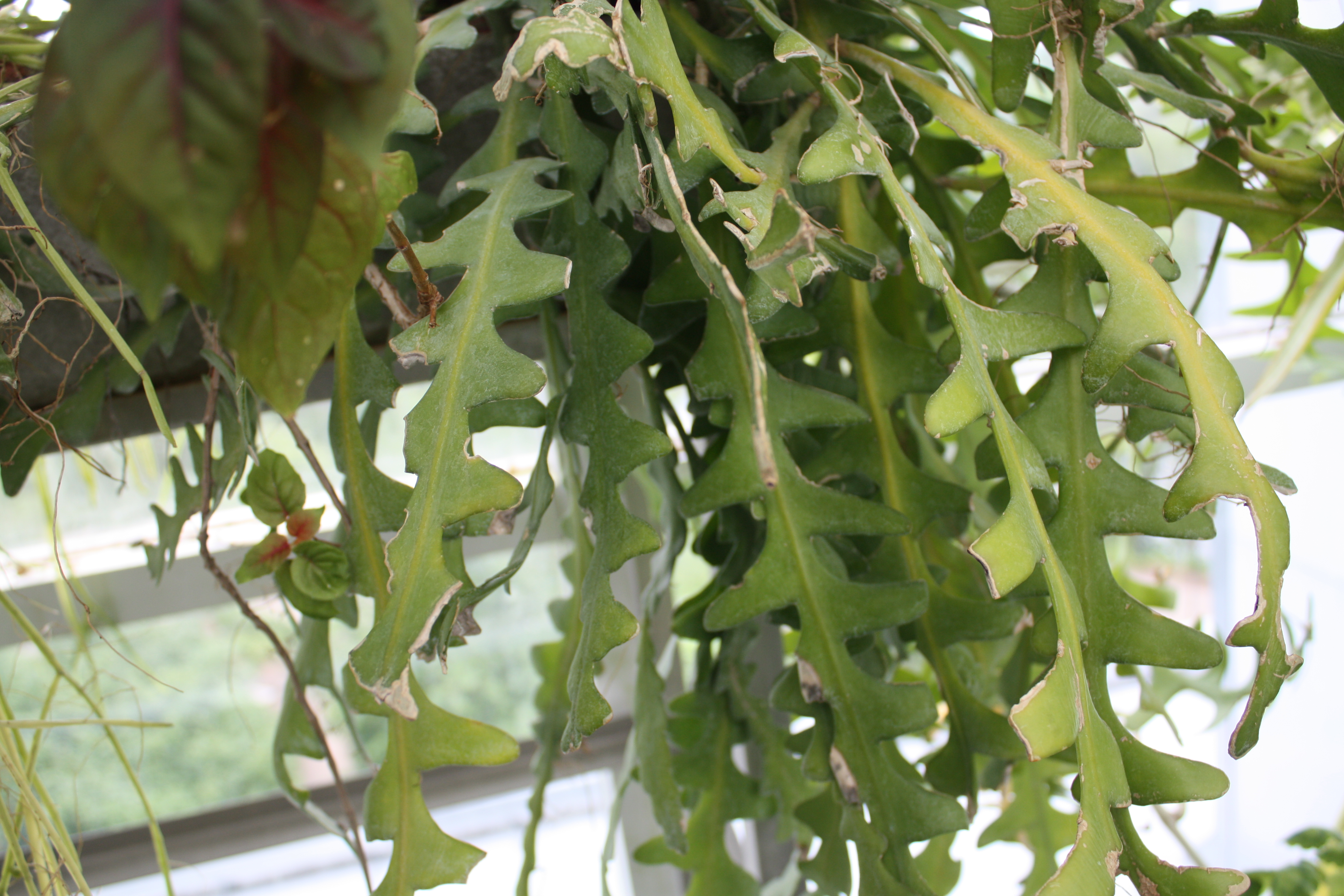
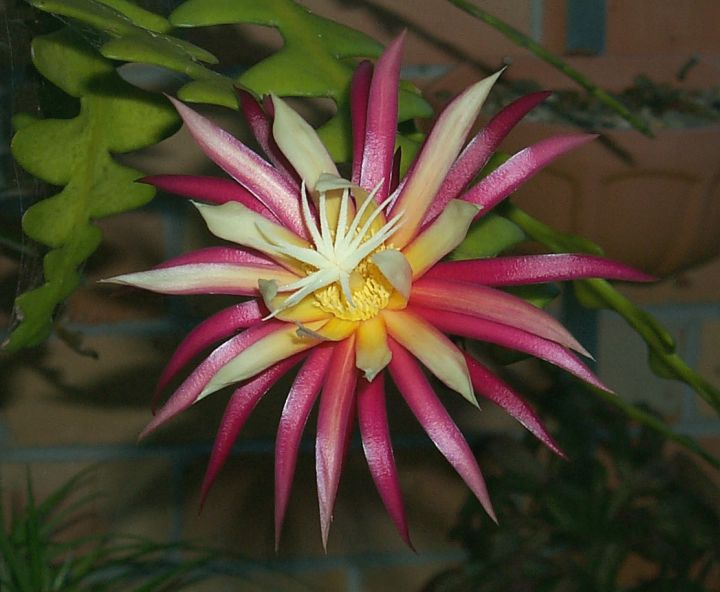
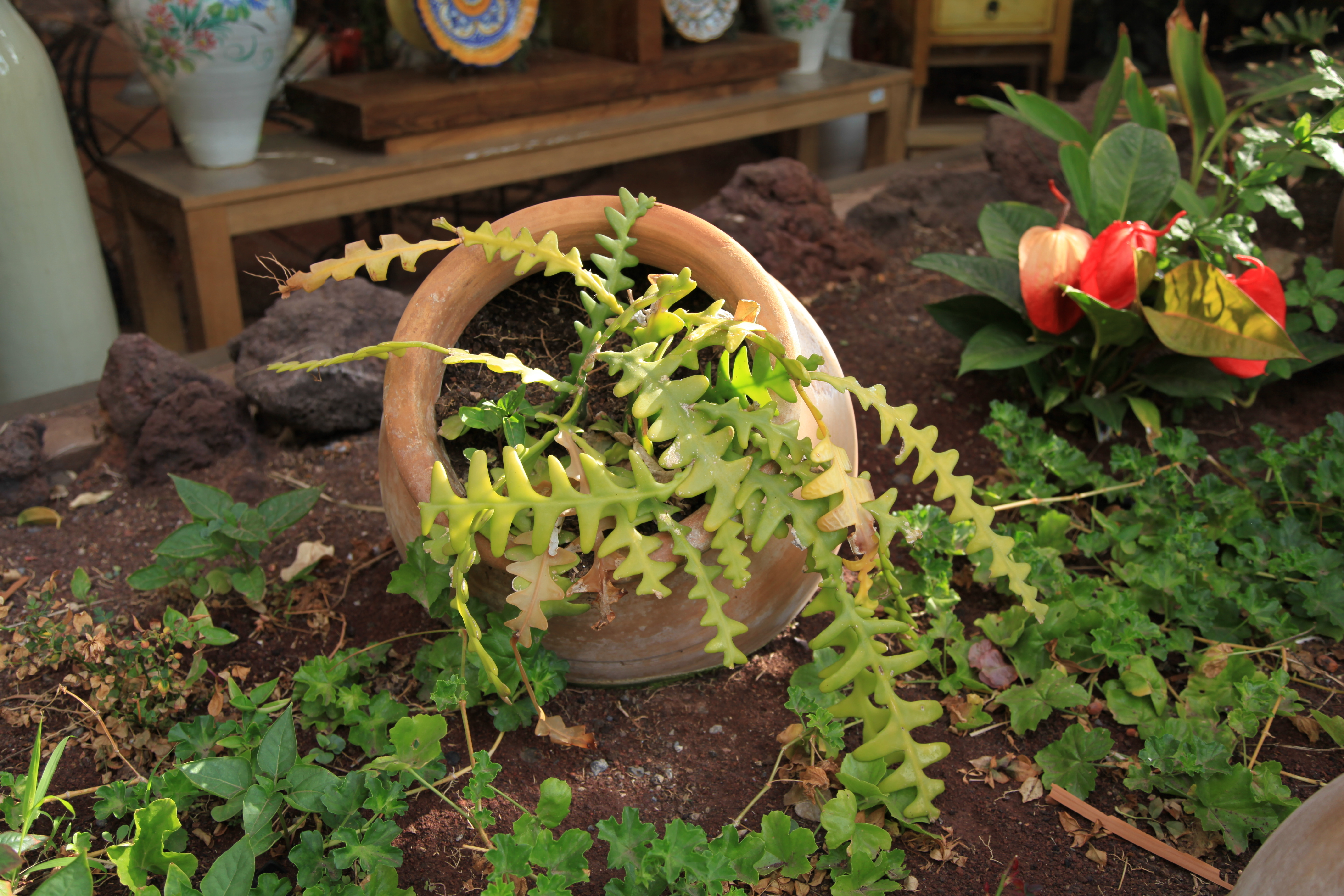
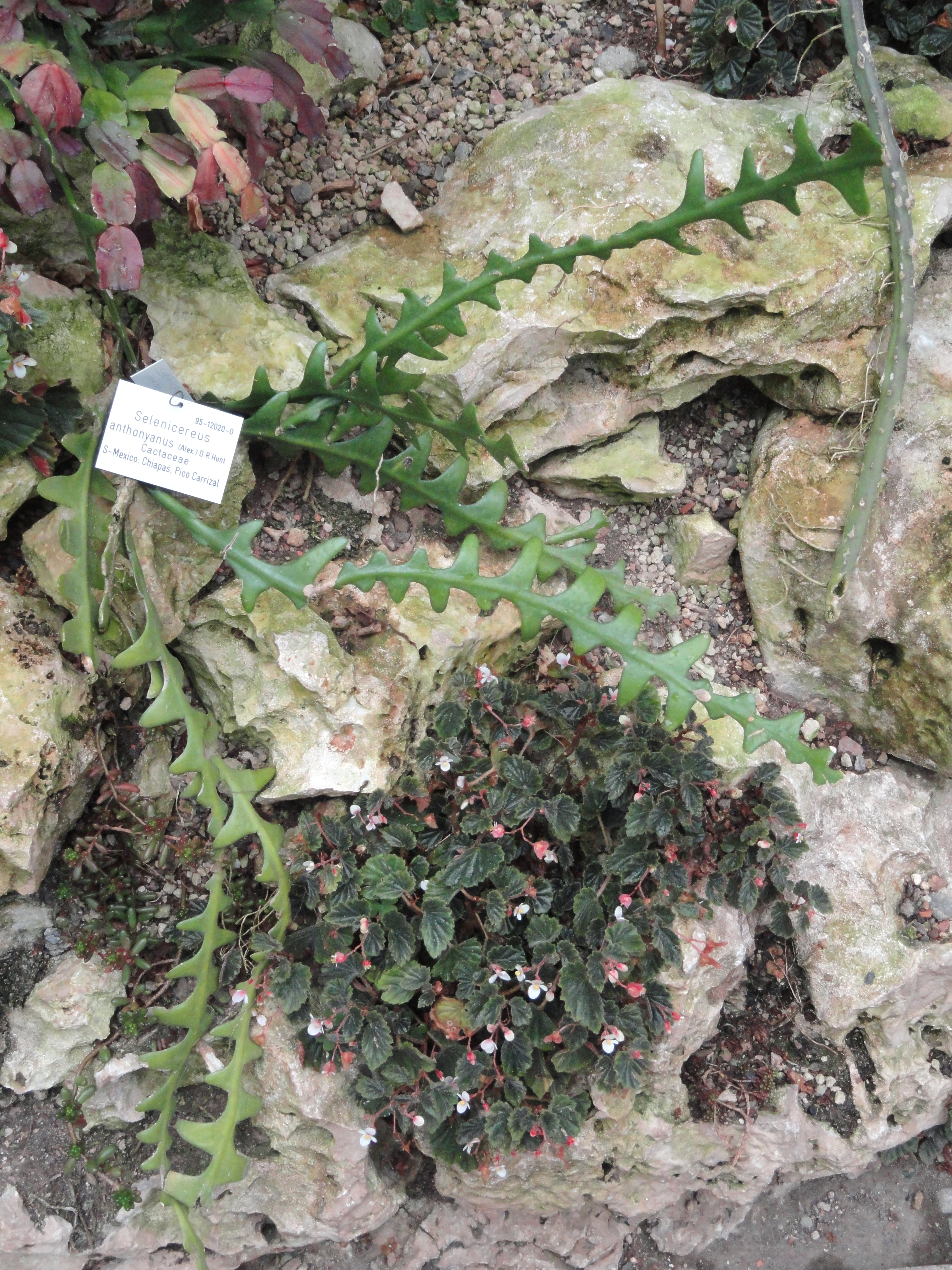